# Campeonato Mundial de Xadrez de 1894

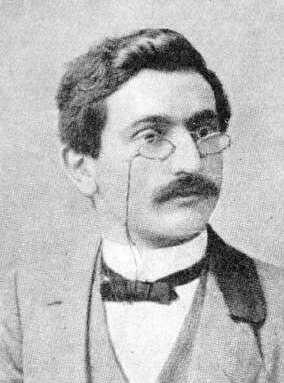
Emanuel Lasker, o desafiante.

O Campeonato Mundial de Xadrez de 1894 foi a quinta edição do campeonato mundial sendo disputada entre atual campeão Wilhelm Steinitz e o desafiante Emanuel Lasker. A partida foi disputada num total de 19 jogos entre 15 de março e 26 de maio de 1894 em Nova Iorque, Filadélfia e Montreal.

## A partida
Assim como nas edições anteriores, o primeiro a alcançar 10 vitórias venceria a disputa e no caso de 9 vitórias ao término dos 20 jogos previstos, Steinitz manteria o título. Após um início equilibrado em Nova Iorque, com 2 vitórias para cada um e dois empates, Lasker percebeu a dificuldade de Steinitz em meio-jogos sem a dama e fez uso disso para consolidar sua vitória.
Apesar disso, especialistas atribuem a vitória de Lasker a idade já avançada de Steinitz.

## Resultado
|                  | 1 | 2 | 3 | 4 | 5 | 6 | 7 | 8 | 9 | 10 | 11 | 12 | 13 | 14 | 15 | 16 | 17 | 18 | 19 | Vitórias |
| ---------------- | - | - | - | - | - | - | - | - | - | -- | -- | -- | -- | -- | -- | -- | -- | -- | -- | -------- |
| Emanuel Lasker   | 1 | 0 | 1 | 0 | ½ | ½ | 1 | 1 | 1 | 1  | 1  | ½  | 0  | 0  | 1  | 1  | 0  | ½  | 1  | 10       |
| Wilhelm Steinitz | 0 | 1 | 0 | 1 | ½ | ½ | 0 | 0 | 0 | 0  | 0  | ½  | 1  | 1  | 0  | 0  | 1  | ½  | 0  | 5        |